# Szkoły w Gliwicach
Szkoły w Gliwicach – w Gliwicach znajdują się następujące placówki oświatowe:

## Przedszkola
- W Gliwicach znajduje się 48 publicznych oraz niepublicznych przedszkoli.

## Szkoły podstawowe

### Publiczne
- Szkoła Podstawowa z Oddziałami Integracyjnymi nr 1 w Zespole Szkolno-Przedszkolnym nr 5
  - Szkoła powstała 1 września 1983 roku.
- Szkoła Podstawowa Nr 2
- Szkoła Podstawowa z Oddziałami Integracyjnymi Nr 3 im. Arka Bożka
  - Szkoła powstała w 1971 roku.
- Szkoła Podstawowa Nr 4 w Zespole Szkół Ogólnokształcących nr 4 im. Piastów Śląskich
- Szkoła Podstawowa Nr 5 w Zespole Szkolno-Przedszkolnym nr 3
  - Szkoła powstała 19 kwietnia 1945 roku.
- Szkoła Podstawowa z Oddziałami Dwujęzycznymi Nr 6 im. Noblistów Polskich
- Szkoła Podstawowa Nr 7 im. Adama Mickiewicza w Zespole Szkolno-Przedszkolnym nr 11
  - Budowę szkoły rozpoczęto w 1898 roku, a zakończono w 1899 roku, jednak do użytku szkoła została oddana w 1900 roku.
- Szkoła Podstawowa Nr 8 im. Marii Dąbrowskiej
  - Szkoła powstała 17 kwietnia 1945 roku.
- Szkoła Podstawowa Nr 9 im. Króla Jana III Sobieskiego
  - Szkoła powstała 8 października 1907 roku.
- Szkoła Podstawowa z Oddziałami Integracyjnymi Nr 10 im. Juliusza Słowackiego w Zespole Szkolno-Przedszkolnym nr 7
  - Szkoła powstała 4 grudnia 1959 roku.
- Szkoła Podstawowa Nr 11 im. Hugona Kołłątaja
  - Szkoła powstała w 1872 roku.
- Szkoła Podstawowa Nr 12 im. Mikołaja Kopernika w Zespole Szkolno-Przedszkolnym Nr 2
- Szkoła Podstawowa Nr 13 im. Krystyny Bochenek
  - Szkoła powstała w 1856 roku.
- Szkoła Podstawowa Nr 14 im. Stefana Żeromskiego w Zespole Szkół Ogólnokształcących nr 14
  - Szkoła powstała w 1889 roku.
- Szkoła Podstawowa Nr 15 im. Ignacego Jana Paderewskiego w Zespole Szkolno-Przedszkolnym nr 12
- Szkoła Podstawowa Nr 16 w Zespole Szkolno-Przedszkolnym Nr 1
  - Szkoła powstała w 1954 roku.
- Szkoła Podstawowa z Oddziałami Dwujęzycznymi Nr 17 w Zespole Szkół Ogólnokształcących Nr 12
- Szkoła Podstawowa Nr 18 im. Jana Pawła II w Zespole Szkolno-Przedszkolnym nr 8
  - Szkoła powstała 7 listopada 1903 roku.
- Szkoła Podstawowa z Oddziałami Sportowymi nr 19 w Zespole Szkół Ogólnokształcących nr 8
- Szkoła Podstawowa Nr 20 im. Powstańców Śląskich w Zespole Szkolno-Przedszkolnym nr 10
  - Szkoła powstała 1 kwietnia 1908 roku.
- Szkoła Podstawowa z Oddziałami Integracyjnymi Nr 21 im. Henryka Sienkiewicza
  - Szkoła powstała 3 lipca 1902 roku.
- Szkoła Podstawowa Specjalna nr 22 w Zespole Szkół Specjalnych im. Janusza Korczaka
- Szkoła Podstawowa Nr 23 w Zespole Szkół Ogólnokształcących nr 5 im. Armii Krajowej
- Szkoła Podstawowa Specjalna Nr 25 w Zespole Szkół Ogólnokształcących Specjalnych Nr 7
  - Szkoła powstała 1 września 1947 roku.
- Szkoła Podstawowa Specjalna nr 26 w Młodzieżowym Ośrodku Socjoterapii
- Szkoła Podstawowa Nr 27
- Szkoła Podstawowa Nr 28 im. prof. Witolda Budryka
- Szkoła Podstawowa Nr 29
- Szkoła Podstawowa Nr 32 im. Wojska Polskiego w Zespole Szkolno-Przedszkolnym nr 9
- Szkoła Podstawowa Nr 36 im. Johna Baildona w Zespole Szkolno-Przedszkolnym nr 6
  - Szkoła powstała 1 września 1972 roku.
- Szkoła Podstawowa Nr 38 w Zespole Szkół Ogólnokształcących nr 2
- Szkoła Podstawowa Nr 39 im. Obrońców Pokoju w Zespole Szkolno-Przedszkolnym nr 4
- Szkoła Podstawowa Nr 41 im. Władysława Broniewskiego
- Szkoła Podstawowa dla Dorosłych nr 30 w Górnośląskim Centrum Edukacyjnym im. Marii Skłodowskiej-Curie

### Niepubliczne
Szkoły niepubliczne posiadające uprawnienia szkoły publicznej:
- I Społeczna Szkoła Podstawowa im. Janusza Korczaka Gliwickiego Towarzystwa Szkolnego im. Janusza Korczaka
- Katolicka Szkoła Podstawowa Fundacji "Szkoła z Charakterem" im. Edyty Stein
- Szkoła Podstawowa ETE im. Alberta Schweitzera
- Szkoła Podstawowa "Filomata"

## Dotychczasowe gimnazja i klasy gimnazjów

### Publiczne
- Gimnazjum Nr 1 im. Stefana Batorego
- Klasy Gimnazjum z Oddziałami Integracyjnymi Nr 2 w VIII Liceum Ogólnokształcącym z Oddziałami Integracyjnymi w Zespole Szkół Ogólnokształcących nr 5 im. Armii Krajowej
- Klasy Gimnazjum z Oddziałami Dwujęzycznymi nr 3 im. Noblistów Polskich w Szkole Podstawowej z Oddziałami Dwujęzycznymi nr 6 im. Noblistów Polskich
- Klasy Gimnazjum Nr 4 im. Józefa Pukowca w Szkole Podstawowej nr 5 w Zespole Szkolno-Przedszkolnym nr 3
- Klasy Gimnazjum z Oddziałami Integracyjnymi Nr 5 w Szkole Podstawowej nr 27
- Klasy Gimnazjum Nr 6 im. Janusza Korczaka w Szkole Podstawowej nr 14 im. Stefana Żeromskiego w Zespole Szkół Ogólnokształcących nr 14
- Klasy Gimnazjum Nr 7 w Szkole Podstawowej nr 4 w Zespole Szkół Ogólnokształcących nr 4 im. Piastów Śląskich
- Klasy Gimnazjum Nr 8 w Szkole Podstawowej nr 38 w Zespole Szkół Ogólnokształcących nr 2
- Gimnazjum Nr 9 w Zespole Szkół Ogólnokształcących Nr 1
- Klasy Gimnazjum Nr 10 im. Ignacego Jana Paderewskiego w Szkole Podstawowej nr 15 im. Ignacego Jana Paderewskiego w Zespole Szkolno-Przedszkolnym nr 12
- Klasy Gimnazjum Nr 11 w Szkole Podstawowej z Oddziałami Sportowymi nr 19 w Zespole Szkół Ogólnokształcących nr 8
- Klasy Gimnazjum z Oddziałami  Dwujęzycznymi Nr 14 w I Liceum Ogólnokształcącym Dwujęzycznym im. Edwarda Dembowskiego
- Klasy Gimnazjum z Oddziałami Dwujęzycznymi Nr 15 w V Liceum Ogólnokształcącym z Oddziałami Dwujęzycznymi im. Andrzeja Struga
- Klasy Gimnazjum Nr 17 w II Liceum Ogólnokształcącym im. Walerego Wróblewskiego
- Klasy Gimnazjum Specjalnego Nr 21 w Szkole Podstawowej Specjalnej nr 22 w Zespole Szkół Specjalnych im. Janusza Korczaka
- Klasy Gimnazjum Specjalnego Nr 22 w Szkole Podstawowej Specjalnej nr 25 im. Józefy Joteyko w Zespole Szkół Ogólnokształcących Specjalnych nr 7
- Klasy Gimnazjum Specjalnego Nr 24 w Szkole Podstawowej Specjalnej nr 26 w Młodzieżowym Ośrodku Socjoterapii
- Klasy Gimnazjum Sportowego w Szkole Podstawowej nr 23 w Zespole Szkół Ogólnokształcących nr 5 im. Armii Krajowej
- Klasy Gimnazjum Dwujęzycznego w Szkole Podstawowej z Oddziałami Dwujęzycznymi nr 17 w Zespole Szkół Ogólnokształcących Nr 12
- Klasy Gimnazjum dla Dorosłych w Szkole Podstawowej dla Dorosłych nr 30 w Górnośląskim Centrum Edukacyjnym

### Niepubliczne
Szkoły niepubliczne posiadające uprawnienia szkoły publicznej:
- Gimnazjum ETE im. Alberta Schweitzera
- Gimnazjum "Filomata"
- Katolickie Gimnazjum Fundacji "Szkoła z Charakterem" im. Edyty Stein
- Ogólnokształcąca Szkoła Sztuk Pięknych Stowarzyszenia Animatorów Wszechstronnego Rozwoju Młodzieży
- "NOVA" Niepubliczne Gimnazjum dla Dorosłych w Gliwicach
- Gimnazjum dla Dorosłych "Sukces" w Gliwicach

## Licea ogólnokształcące

### Publiczne
- Akademickie Liceum Ogólnokształcące Politechniki Śląskiej
- I Liceum Ogólnokształcące im. Edwarda Dembowskiego
  - Liceum rozpoczęło działalność 1 września 1949 roku.
- II Liceum Ogólnokształcące im. Walerego Wróblewskiego
  - Liceum rozpoczęło działalność w 1951 roku.
- III Liceum Ogólnokształcące im. Wincentego Styczyńskiego w Zespole Szkół Ogólnokształcących nr 8
  - Liceum rozpoczęło działalność w 1945 roku.
- IV Liceum Ogólnokształcące im. Orląt Lwowskich
- V Liceum Ogólnokształcące z Oddziałami Dwujęzycznymi im. Andrzeja Struga
  - Liceum rozpoczęło działalność 4 maja 1945 roku.
- VI Liceum Ogólnokształcące w Zespole Szkół Ogólnokształcących nr 2
- VII Liceum Ogólnokształcące w Zespole Szkół Ogólnokształcących nr 4 im. Piastów Śląskich
- VIII Liceum Ogólnokształcące z Oddziałami Integracyjnymi w Zespole Szkół Ogólnokształcących nr 5 im. Armii Krajowej
- IX Liceum Ogólnokształcące Specjalne w Zespole Szkół Specjalnych im. Janusza Korczaka
- X Liceum Ogólnokształcące w Zespole Szkół Ogólnokształcących nr 14
- XI Liceum Ogólnokształcące Sportowe w Zespole Szkół Techniczno-Informatycznych
- Liceum Ogólnokształcące dla Dorosłych w Górnośląskim Centrum Edukacyjnym im. Marii Skłodowskiej-Curie
- II Liceum Ogólnokształcące dla Dorosłych w Centrum Kształcenia Zawodowego i Ustawicznego nr 1

### Niepubliczne
Szkoły niepubliczne posiadające uprawnienia szkoły publicznej:
- Katolickie Liceum Ogólnokształcące Fundacji "Szkoła z Charakterem" im. Edyty Stein
- Liceum Ogólnokształcące dla Dorosłych "Copernicus"
- Liceum Ogólnokształcące dla Dorosłych "Logika"
- Liceum Ogólnokształcące dla Dorosłych "Nova"
- Liceum Ogólnokształcące dla Dorosłych "Perfect+"
- Liceum Ogólnokształcące dla Dorosłych "PROGRES"
- Liceum Ogólnokształcące dla Dorosłych Centrum Edukacji "Siódemka"
- Liceum Ogólnokształcące dla Dorosłych "Sukces"
- Liceum Ogólnokształcące dla Dorosłych "Żak"
- Liceum Ogólnokształcące ETE im. Alberta Schweitzera
- Liceum Ogólnokształcące "Filomata"
- Liceum Ogólnokształcące "TEB Edukacja"
- Liceum Ogólnokształcące "TEB Edukacja" dla Dorosłych
- Liceum Ogólnokształcące "ANIMATOR" Stowarzyszenia Animatorów Wszechstronnego Rozwoju Młodzieży
- Liceum Plastyczne Stowarzyszenia Animatorów Wszechstronnego Rozwoju Młodzieży
- Prywatne Liceum Ogólnokształcące dla Dorosłych
- Średnia szkoła - Liceum Ogólnokształcące dla Dorosłych w Gliwicach
- Trzyletnie Liceum Ogólnokształcące Zaoczne
- Zaoczne Liceum Ogólnokształcące "Cosinus"
- Zaoczne Liceum Ogólnokształcące dla Dorosłych "Cosinus Plus"

## Technika

### Publiczne
- Technikum Nr 1
- Technikum Nr 2
- Technikum Nr 3
- Technikum Nr 4
- Technikum Nr 5
- Technikum Nr 6
- Technikum Nr 7
- Technikum Nr 8

### Niepubliczne
- Technikum "TEB Edukacja"

## Branżowe szkoły I stopnia

### Publiczne
- Branżowa Szkoła I stopnia nr 1 z klasami Zasadniczej Szkoły Zawodowej Nr 1 w Górnośląskim Centrum Edukacyjnym im. Marii Skłodowskiej-Curie
- Branżowa Szkoła I stopnia nr 2 z klasami Zasadniczej Szkoły Zawodowej Nr 5 w Centrum Kształcenia Zawodowego i Ustawicznego nr 1
- Branżowa Szkoła I stopnia nr 3 z klasami Zasadniczej Szkoły Zawodowej Nr 9 w Zespole Szkół Samochodowych im. Stefana Roweckiego "Grota"
- Branżowa Szkoła I stopnia nr 4 z klasami Zasadniczej Szkoły Zawodowej Nr 8 w Zespole Szkół Budowlano-Ceramicznych
- Branżowa Szkoła I stopnia nr 5 w Zespole Szkół Ekonomiczno-Technicznych
- Branżowa Szkoła I stopnia Specjalna z klasami Zasadniczej Szkoły Zawodowej Specjalnej w Zespole Szkół Specjalnych im. Janusza Korczaka

### Niepubliczne
- Branżowa Szkoła I Stopnia dla Młodzieży

## Szkoły policealne

### Publiczne
- Szkoła Policealna Nr 1
- Szkoła Policealna dla Dorosłych Nr 2
- Szkoła Policealna dla Dorosłych Nr 3
- Szkoła Policealna Nr 5
- Szkoła Policealna Nr 8
- Medyczna Szkoła Policealna Województwa Śląskiego im. Jacka Koraszewskiego
- Szkoła Policealna Województwa Śląskiego dla Dorosłych w Gliwicach

### Niepubliczne
- Policealna Szkoła Centrum Nauki i Biznesu "Żak"
- Policealna Szkoła Centrum Edukacji "Copernicus"
- Policealna Szkoła Centrum Edukacji "Siódemka"
- Policealna Szkoła "Cosinus"
- Policealna Szkoła "Nova"
- Policealna Szkoła Ogólnopolskiego Ośrodka Rozwoju Zawodowego "PROGRES"
- Policealna Szkoła Rozwoju Zawodowego "Logika"
- Policealna Szkoła "Sukces"
- Policealna Szkoła "TEB Edukacja"
- Policealna Szkoła Zaoczna
- Prywatna Szkoła Policealna dla Dorosłych "Twoja-Szkoła"
- Zaoczna Policealna Szkoła dla Dorosłych "Cosinus Plus"

## Pozostałe placówki
- Państwowa Szkoła Muzyczna I i II stopnia im. Ludomira Różyckiego
- Ośrodek Dokształcania i Doskonalenia Zawodowego Górnośląskie Centrum Edukacyjne im. Marii Skłodowskiej-Curie

## Szkoły wyższe
- Akademia WSB, Wydział Zamiejscowy w Gliwicach
- Politechnika Śląska
- Wyższa Szkoła Bezpieczeństwa w Poznaniu, Filia w Gliwicach